# Дебют Мизеса
Дебю́т Ми́зеса — шахматный дебют, начинающийся ходом: 1. d2-d3.
Назван в честь немецкого мастера Жака Мизеса. Относится к фланговым началам.
Первый ход белых сам по себе неплох, но он очень пассивен, так как белые фактически передают чёрным преимущество первого хода. Поэтому особой популярности дебют не получил и считается «неправильным» началом.
Наиболее известная партия, начатая этим дебютом, — это третья партия матча-реванша между Гарри Каспаровым (белые) и компьютером Дип Блю, проводившегося в 1997 году. Каспаров предположил, что компьютер сыграет хуже в позиции, не предусмотренной его дебютной библиотекой, однако партия закончилась вничью.